# Air Seychelles

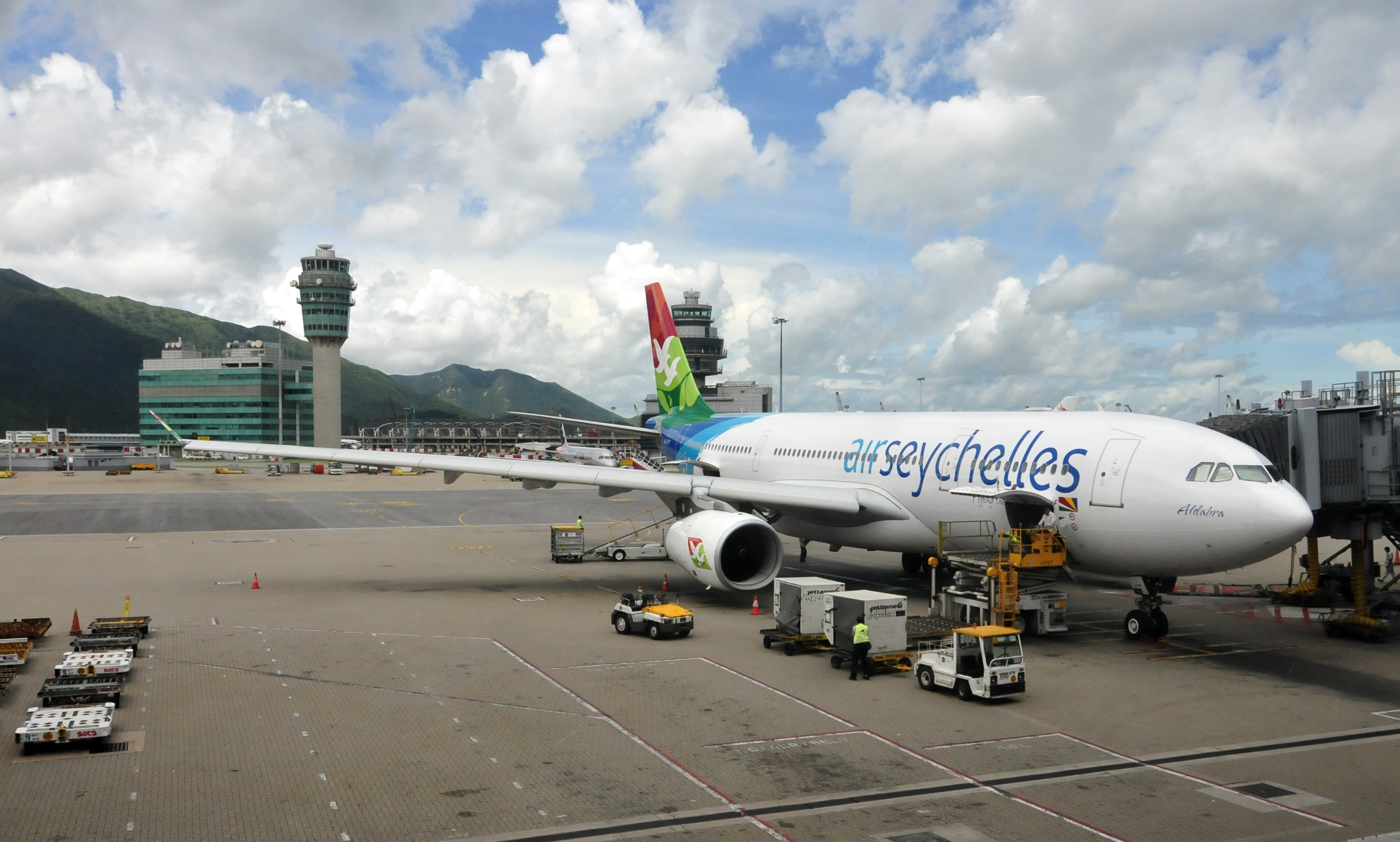
Airbus A330-200 deAir Seychelles en Hong Kong

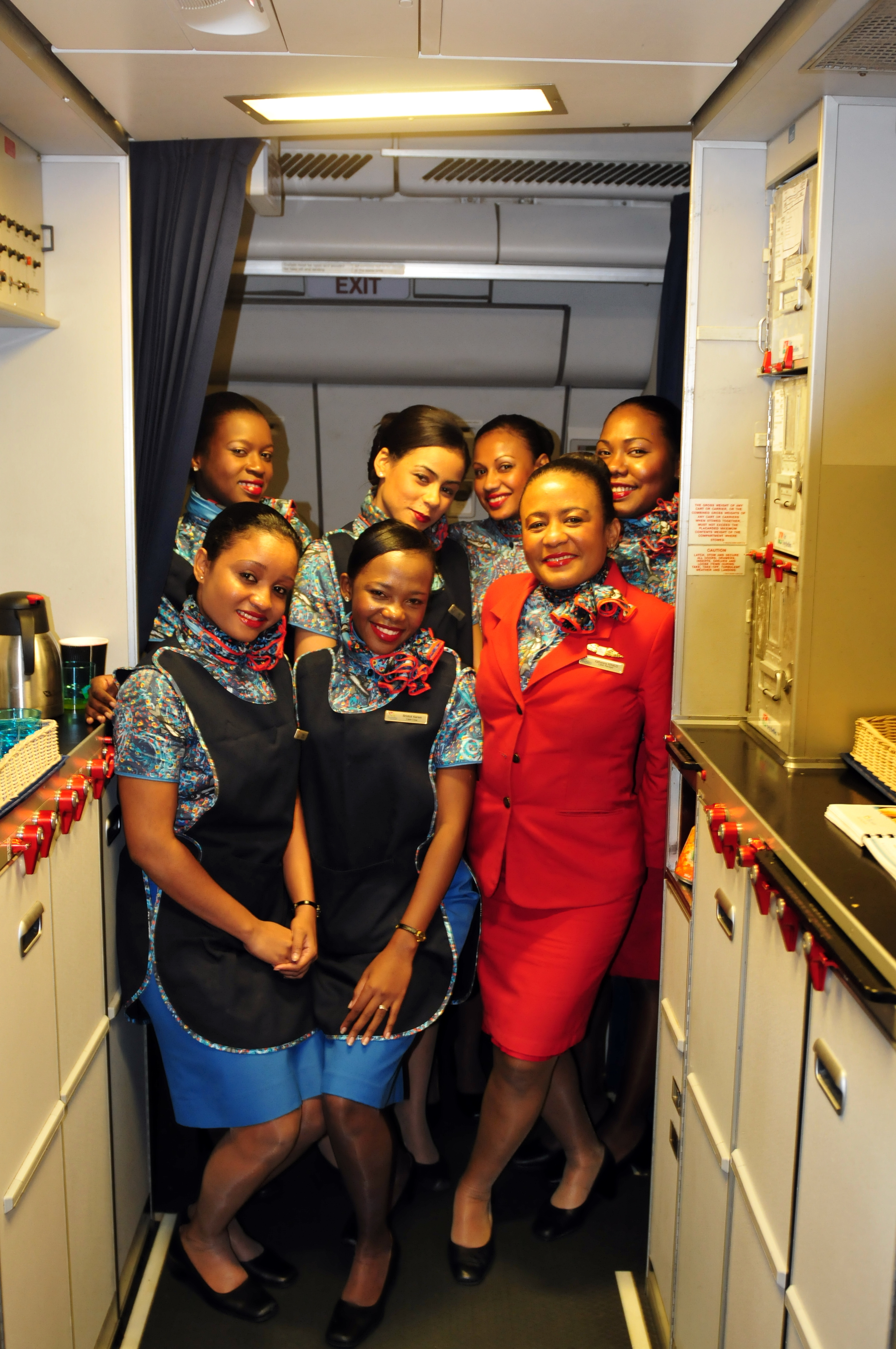
Azafatas de la aerolínea

Air Seychelles es la aerolínea nacional de Seychelles, con base en el Aeropuerto Internacional de Seychelles en Mahé. La aerolínea opera servicios entre islas y también vuelos internacionales.

## Historia
La aerolínea fue establecida el 15 de septiembre de 1977 con el nombre de Seychelles Airlines cambiándolo por el actual al año siguiente. Inició las rutas internacionales en 1983 hacia Fráncfort del Meno y Londres. La aerolínea es propiedad del gobierno de Seychelles.

## Destinos

### Acuerdos de código compartido
Actualmente, Air Seychelles tiene acuerdos de código compartido con las siguientes aerolíneas:
- Air India
- South African Airways

## Flota

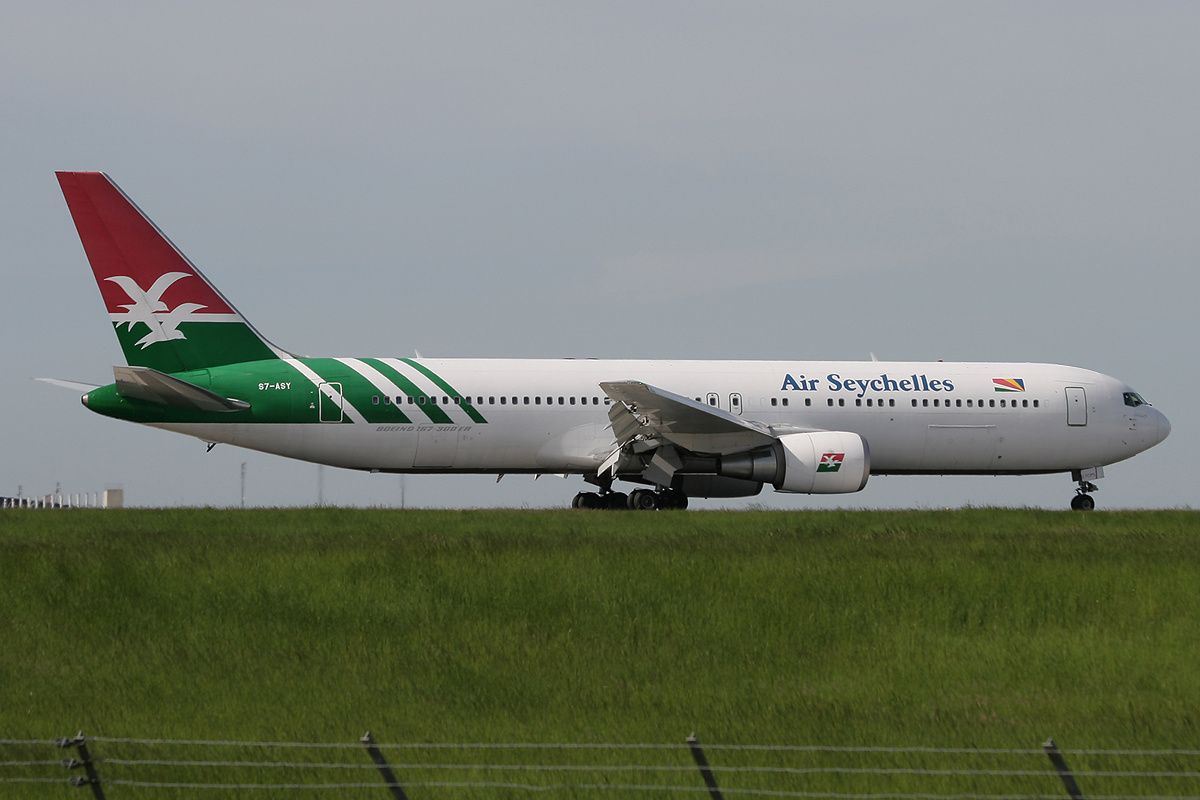
Un Boeing 767-300ER de Air Seychelles en el Aeropuerto de París-Charles de Gaulle. (2010)

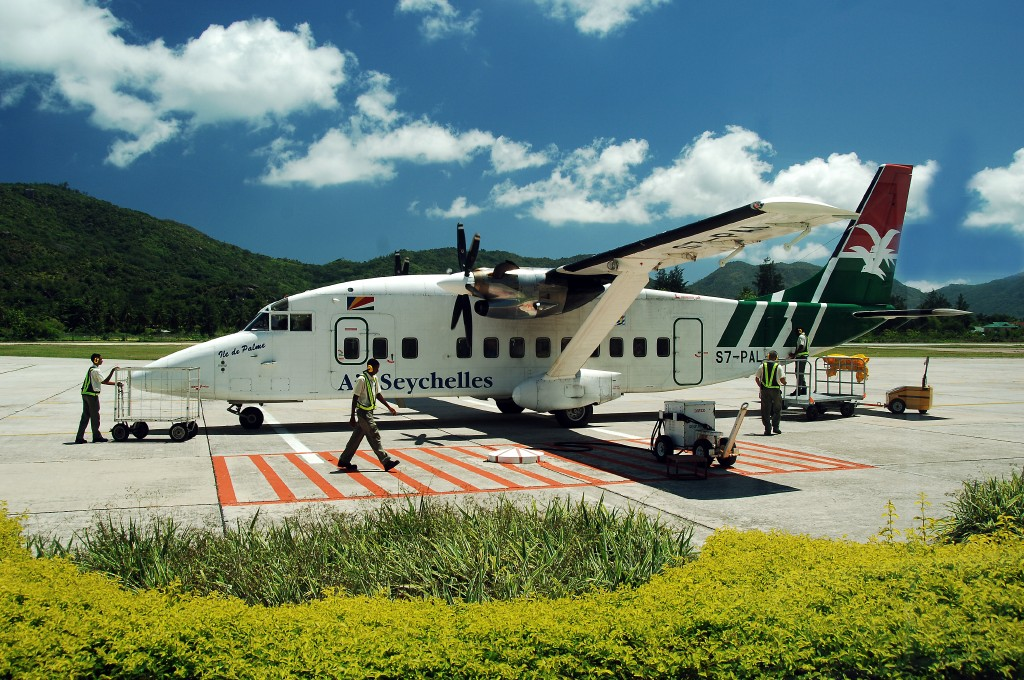
Shorts 360

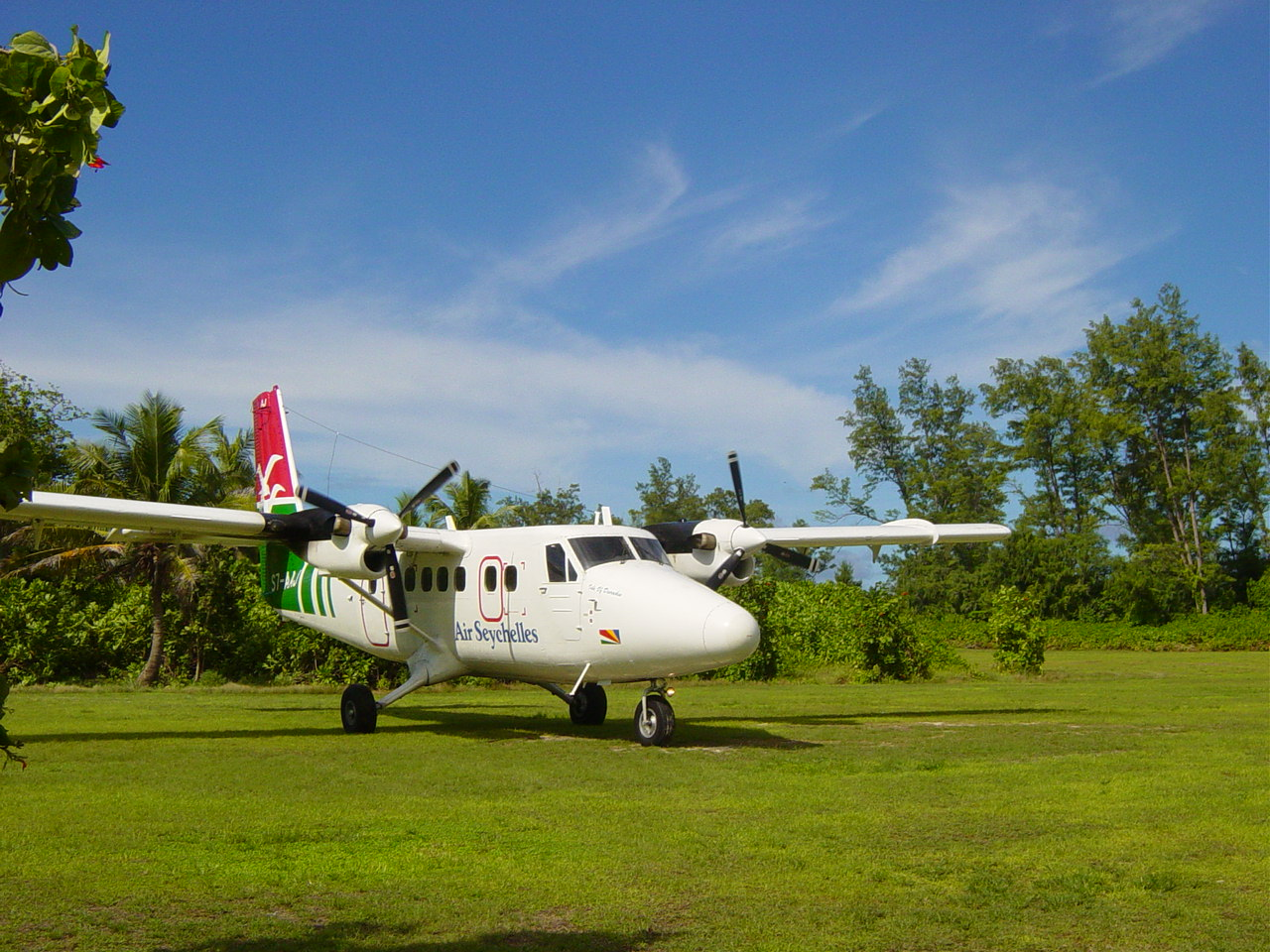
Aeropuerto de Bird Island

La flota de Air Seychelles incluye las siguientes aeronaves (febrero de 2024):

## Flota Histórica
Air Seychelles ha operado previamente estos aviones.